# Wolfmother (album)
Wolfmother è l'album di debutto della rock band australiana Wolfmother, pubblicato in patria il 31 ottobre 2005, e in Inghilterra e Stati Uniti tra il 24 aprile e il 2 maggio 2006.

## Il disco
L'album, è uscito in due versioni: australiana (12 canzoni), pubblicata il 31 ottobre 2005; U.K. (& Europa) e U.S.A. (13 canzoni con l'aggiunta di Love Train), pubblicate rispettivamente il 24 aprile 2006 e il 2 maggio 2006. Nelle catene di negozi Wal-Mart la copertina (contenente un'immagine di nudo dal dipinto The Sea Witch di Frank Frazetta) è stata censurata e rimpiazzata con una copertina totalmente nera con il solo logo del gruppo in bianco.
I singoli estratti dal disco sono Mind's Eye, White Unicorn, Dimension, Woman, Love Train e Joker and the Thief. L'album ha fatto registrare buoni dati di vendita soprattutto nella natia Australia, dove ha ottenuto per ben 5 volte il disco di platino con un totale stimato di 350 000 copie vendute. È anche disco d'oro in Canada (50 000 copie vendute), Gran Bretagna (100 000 copie) e Stati Uniti (500 000 copie) vendendo in totale 1,5 milioni di copie nel mondo.

### Accoglienza
Alla sua pubblicazione, Wolfmother ricevette recensioni complessivamente positive dai critici. Il disco venne nominato 15° miglior album del 2006 dalla rivista Rolling Stone. Il sound generale dei brani fu accostato a quello di gruppi hard rock degli anni sessanta e settanta come Led Zeppelin e Black Sabbath, in primo luogo, ma anche a gruppi più recenti come Queens of the Stone Age e The White Stripes, sebbene questo abbia portato parte della critica ad accusare il trio australiano di aver "copiato" le sonorità di questi gruppi, definendo il loro stile come meramente derivativo. La rivista Q fu meno critica, descrivendo la musica dei Wolfmother "ben lungi dall'essere sofisticata, ma immensamente divertente". Total Guitar giudicò l'album 9/10, descrivendolo "meravigliosamente rozzo". Record Review ebbe parole favorevoli per la band e il suo disco di debutto, rimarcando il fatto che se "continueranno a produrre canzoni così epiche e riff memorabili come questi, non ci sarà dubbio alcuno sul successo della band ancora per molti anni in futuro." Nel corso del 2011 l'album è stato votato come l'ottavo miglior album di sempre in Australia da TripleJ.

## Tracce
1. Dimension - 4:21
2. White Unicorn - 5:04
3. Woman - 2:56
4. Where Eagles Have Been - 5:33
5. Apple Tree - 3:30
6. Joker and the Thief - 4:40
7. Colossal - 5:04
8. Mind's Eye - 4:54
9. Pyramid - 4:28
10. Witchcraft - 3:25
11. Tales - 3:39
12. Love Train - 3:03
13. Vagabond - 3:50

## Formazione
Wolfmother
- Andrew Stockdale – voce, chitarra
- Chris Ross – basso, tastiere
- Myles Heskett – batteria

Altri musicisti
- Lenny Castro – percussioni in Apple Tree, Witchcraft e Love Train
- Dan Higgins – flauto in Witchcraft
- Dave Sardy – percussioni in Colossal, Where Eagles Have Been, Vagabond e Love Train